# Gordon Kahn
Pour les articles homonymes, voir Kahn.
Gordon Kahn (né le 11 mai 1902 en Autriche-Hongrie et mort le 31 décembre 1962 à Manchester (New Hampshire)) est un écrivain et scénariste américain qui a fait partie de la liste des 19 auteurs d'Hollywood qui ont été convoqués en 1947 par la Commission des activités antiaméricaines de la Chambre des représentants pour des investigations sur ses supposées influences communistes.

## Biographie
Ses parents émigrent aux États-Unis alors qu'il est encore enfant. Il grandit dans le Lower East Side à New York. Alors qu'il fait ses études à Yale, il est reporter pour le journal Bridgeport Star.
À New York, il travaille pour le New York Herald et Zitt's Theatrical Weekly. En 1922 il publie un livre intitulé Manhattan Oases. Dans les années 1920 il collabore essentiellement avec le  New York Daily Mirror.
En 1947, quand la commission sénatoriale commence son enquête sur les suspicions d'infiltrations d'Hollywood par des Communistes, il fait partie de la première liste des 19 personnalités interrogées. Peu après décembre 1947, il perd son travail aux Warner Bros. Studios. En 1948 il publie Hollywood on Trial, où il soutient les Dix d'Hollywood. Il doit vendre sa maison de Beverly Hills pour déménager dans une plus petite maison à Studio City. En 1950, pour fuir un risque d'arrestation il part au Mexique. Sa femme et ses fils le rejoignent six mois plus tard. À la suite de difficultés financières ils retournent aux États-Unis en 1956. Il utilise alors le pseudonyme de Hugh G. Foster pour écrire des articles dans le Holiday and Atlantic Monthly, mais n'écrira plus aucun scénario pour Hollywood. Il meurt d'une crise cardiaque en décembre 1962.

## Filmographie
- 1931 : Le Reportage tragique (X Marks the Spot)
- 1932 : The Death Kiss
- 1934 : The Crosby Case, Mama Runs Wild, The People's Enemy
- 1935 : Gigolette
- 1937 : Rusty, le vantard (Navy Blues), The Sheik Steps Out
- 1938 : I Stand Accused, Newsboys' Home, Tenth Avenue Kid
- 1939 : Ex-Champ, Mickey the Kid, S.O.S. Tidal Wave, Ex-Champ
- 1940 : Wolf of New York
- 1941 : Buy Me That Town, World Premiere
- 1942 : Northwest Rangers, A Yank on the Burma Road
- 1942 : Les Aventures de Tarzan à New York (Tarzan's New York Adventure)
- 1942 : Apache Trail
- 1944 : Cowboy and the Senorita, Lights of Old Santa Fe, Song of Nevada
- 1945 : Two O'Clock Courage
- 1946 : Blonde Alibi, Her Kind of Man
- 1948 : Whiplash, Ruthless
- 1948 : L'Impitoyable d'Edgar Georg Ulmer
- 1949 : Streets of San Francisco

## Publications
- 1922 : Manhattan Oases illustré par Al Hirschfeld
- 1933 : Recent American History[7]
- 1948 : Hollywood on Trial